# Antillea anocaona
Antillea anocaona är en fjärilsart som beskrevs av Herrich-Schäffer 1844. Antillea anocaona ingår i släktet Antillea och familjen praktfjärilar. Inga underarter finns listade i Catalogue of Life.